# Maromokotra
Maromokotra is een plaats en commune in het noorden van Madagaskar, behorend tot het district Vohemar, dat gelegen is in de regio Sofia. Tijdens een volkstelling in 2001 telde de plaats 4.319 inwoners.
De plaats biedt enkel lager onderwijs aan. 94 % van de bevolking werkt als landbouwer en 5 % verdient zijn brood als visser. Het belangrijkste landbouwproduct is rijst; andere belangrijke producten zijn bananen, mais en catechu-zaden. Verder is 1% actief in de dienstensector.